# Roger Moeremans d'Emaüs
Roger Moeremans d'Emaüs (Dilbeek, 12 juni 1890 - Namen, 19 maart 1975) was een Belgisch Olympisch ruiter.

## Biografie

### Familie
Roger Moeremans d'Emaüs was een zoon van Gaston Moeremans d'Emaüs (1865-1942), provincieraadslid van Brabant, en Alice Peers de Nieuwburgh (1865-1946). Hij was een kleinzoon van Édouard Peers de Nieuwburgh, burgemeester van Waardamme en een neef van Albert Peers de Nieuwburgh, burgemeester van Oostkamp.
Hij trouwde in 1928 in Brussel met Marie-Louise van den Corput (°1903), kleindochter van Édouard van den Corput. Het huwelijk bleef kinderloos.

### Loopbaan
In 1914 werd hij lid van de cavalerie van het Belgisch leger. Hij ging in 1931 met pensioen als commandant. In 1939 keerde hij terug als majoor.
Hij nam deel aan de Olympische Zomerspelen 1920 in Antwerpen. Hij strandde op de 4e plaats in het onderdeel eventing individueel en behaalde samen met Oswald Lints, Jules Bonvalet en Jacques Misonne een bronzen medaille in het teamevent. Hij eindigde ook zevende in het onderdeel jumping individueel.
Hij was van 1951 tot 1956 secretaris-generaal en schatbewaarder van 1948 tot 1956 van de Fédération Équestre Internationale. Een andere Belg, Henry de Menten de Horne, volgde hem in deze hoedanigheid op.